# کارکس جونسی
کارکس جونسی (نام علمی: Carex jonesii) نام یک گونه از سرده جگن است.